# Comuna Cemerîske, Zvenîhorodka
Cemerîske (în ucraineană Чемериське) este o comună în raionul Zvenîhorodka, regiunea Cerkasî, Ucraina, formată din satele Barvinok și Cemerîske (reședința).

## Demografie
Componența lingvistică a comunei Cemerîske
     Ucraineană (99,66%)
     Alte limbi (0,34%)
Conform recensământului din 2001, majoritatea populației comunei Cemerîske era vorbitoare de ucraineană (99,66%), existând în minoritate și vorbitori de alte limbi.